# 1369
Cette page concerne l'année 1369  du calendrier julien.
L'année 1369 est une année commune qui commence un lundi.

## Événements
- 30 décembre : Yoshimitsu Ashikaga (1358-1408) devient shogun au Japon (fin en 1394)[1]. Le plus efficace des shoguns Ashikaga, il parvient à maîtriser les principaux daimyôs (seigneurs féodaux) et assure la puissance de sa maison. Il abdique ensuite, se fait moine et construit le « Kinkaku-ji » (Pavillon d’Or).

- Les Thaïs envahissent le Cambodge et prennent une première fois Angkor[2].
- Basse-Birmanie : Pegu devient la capitale du royaume môn du sud en Birmanie (royaume d'Hanthawaddy)[3].

### Europe
- Récurrence de la peste en Europe. L’Angleterre perd 13,1 % de sa population[4].

- 15 janvier : Cahors se soulève contre l'occupation anglaise[5].
- 18 janvier : révolte à Sienne contre l'empereur Charles IV qui doit rendre ses privilèges à la ville (diplôme du 6 avril)[6].
- 25 janvier : Édouard III est cité à comparaitre devant le roi de France à Paris[7].
- 5 février : les consuls de Cahors jurent de porter secours au roi de France Charles V déclarant que, « même sous la domination anglaise, ils n'avaient jamais cessé d'avoir le cœur français »[8].

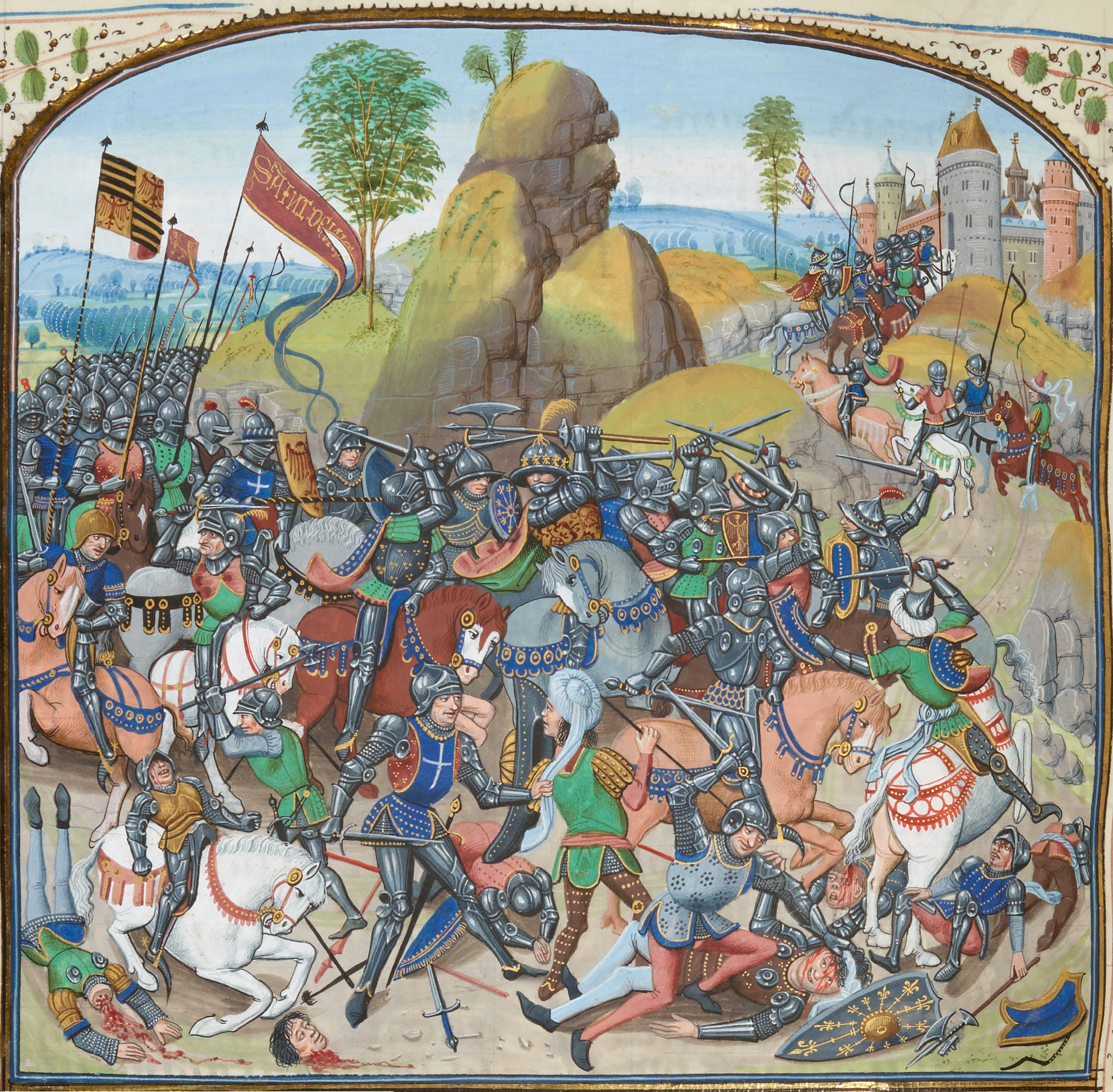
14 mars : bataille de Montiel

- 14 mars : Henri de Trastamare et Du Guesclin remportent la victoire de Montiel, dans le sud-est de la Castille, sur une coalition pro-anglaise, conduite par le Portugal et les partisans de Pierre Ier le Cruel, abandonné par le Prince Noir[7].
- 18 mars : plus de huit cents villes ou châteaux de la principauté d'Aquitaine en ont appelé au roi de France et se sont soustraits à la domination anglaise[5].
- 23 mars : en Espagne, assassinat de Pierre Ier le Cruel que remplace Henri II de Trastamare, dit le Magnifique, fils illégitime d'Alphonse XI le Juste (règne jusqu'en 1379)[7]. La France passe alliance avec la Castille. Le roi Ferdinand Ier de Portugal revendique la couronne de Castille.
- 6 avril : Lucques achète sa liberté à l'empereur Charles IV. Le cardinal Gui de Montfort est nommé vicaire impérial en attendant que la ville solde sa dette (fin le 26 mars 1370)[9].
- 9 mai : les États généraux de France réunis à Paris approuvent les hostilités contre l'Angleterre[7]. Reprise de la guerre de Cent Ans : la France reprend la majeure partie de l'Aquitaine et de la Normandie.
- 3 juin : Édouard III se proclame à nouveau roi de France[7].
- 19 juin : Philippe II le Hardi, duc de Bourgogne, épouse Marguerite de Mâle, héritière du comte de Flandre Louis de Mâle et veuve de Philippe de Rouvres[7]. Philippe II le Hardi combat les Anglais en Normandie et dans le Poitou (jusqu'en 1373)
- 29 août[10] : après une courte guerre, le prince de Valachie Vladislav obtient par une lettre du roi de Hongrie les duchés de Făgăraş et d’Almas, en Transylvanie du Sud en échange de son acceptation de la suzeraineté hongroise.
- 2 septembre : Philippe II le Hardi qui a rassemblé une armée contre les Anglais en Normandie doit licencier ses troupes sur ordre du Charles V[7].
- 28 septembre : traité de Schärding (de) entre les Habsbourg et les Wittelsbach de Bavière qui sont écartés de la succession du Tyrol moyennant un dédommagement financier[11].
- 18 octobre : Jean V Paléologue se rend à Rome pour trouver de l’aide et accepte en contrepartie une profession de foi conforme au dogme catholique; il reconnaît le pape comme chef de toute la chrétienté[12]. L'union religieuse entre Rome et Constantinople est traitée par l’ambassadeur et savant Démétrios Chrysoloras (°v.1350-1415).
- 30 novembre : Charles V prononce la confiscation de l’Aquitaine[13].
- 7 décembre : nouvelle convocation des États généraux à Paris qui permet la levée de nouveaux impôts pour faire face à la guerre contre les Anglais.